# Olivier Krumbholz
Pour les articles homonymes, voir Krumbholz.
Olivier Krumbholz, né le 12 juillet 1958 à Longeville-lès-Metz, est un joueur international puis entraîneur français de handball.
À compter de 1998, il remporte aux commandes de l'équipe de France féminine de handball quatorze médailles dans les grands tournois internationaux (Jeux olympiques, championnats du monde et d'Europe) dont cinq médailles d'or : trois titres mondiaux en l'espace de vingt ans (2003, 2017 et 2023), le championnat d'Europe en 2018 et les Jeux olympiques à Tokyo en 2021. Il est ainsi l'un des cinq seuls entraîneurs, avec Vladimir Maksimov, Claude Onesta et Guillaume Gille chez les hommes et Ulrik Wilbek chez les femmes, à avoir remporté les trois titres majeurs.

## Biographie
Olivier Krumbholz évolue pendant dix saisons en championnat de France de Nationale 1A avec le Stade messin étudiants club (SMEC) où il joue notamment avec ses frères Jean-Paul et Pierre. En 1983, il est sélectionné à 9 reprises en équipe de France. Le professionnalisme n'existant alors pas au handball, il est comme beaucoup d'autres joueurs professeur d'EPS.
En 1986, à seulement 28 ans, il renonce à sa carrière de joueur pour devenir l'entraîneur de l'équipe féminine de l'ASPTT Metz, club dirigé par son  Promu en Nationale 1A, il conduit le club messin en finale de la Coupe de France en 1987 puis fait de l'ASPTT Metz le meilleur club français du tournant des années 1990 avec cinq Championnats de France remportés entre 1989 et 1995 ainsi que deux Coupes de France glanées en 1990 et 1994. Il quitte le club en 1995.
Appelé à la direction de l'équipe de France féminine junior de 1992 à 1998, il succède en janvier 1998 à Carole Martin comme entraîneur national de l'équipe de France féminine jusqu'en juin 2013. Sous sa direction, l'équipe de France féminine est tout d'abord finaliste des championnats du monde 1999, puis remporte son premier titre mondial en 2003, et dispute encore deux finales planétaires, en 2009 et en 2011. Olivier Krumbholz est écarté de l'équipe de France en 2013.
Il revient entraîner les Bleues en janvier 2016, succédant à Alain Portes, remercié par la fédération. Il permet ainsi aux Françaises de remporter leur première médaille olympique, l'argent, aux Jeux olympiques de 2016. Les Bleues, sont ensuite médaillées de bronze au championnat d'Europe 2016, puis sont sacrées
championnes du monde 2017, un deuxième titre planétaire à quatorze années d'écart pour Olivier Krumbholz. En 2018, il mène l'équipe de France à la victoire du championnat d'Europe 2018, qui se déroulent en France. Les Bleues sont ainsi directement qualifiées pour les Jeux olympiques de 2020, sans devoir en passer par le tournoi qualificatif.
L'équipe de France est sacrée championne olympique le 8 août 2021.
En novembre 2022, à l'occasion de la demi-finale de l'Euro qui oppose ses joueuses à la Norvège, Olivier Krumbholz dispute son 500e match à la tête de l'équipe de France.
En 2023, il remporte son troisième titre mondial en tant que coach de l'équipe de France. Après avoir annoncé qu'il « arrêterait après les Jeux de Paris », sa prolongation jusqu'à l'Euro prévu en décembre 2024 n'est pas exclue.
En septembre 2024, un mois après la finale olympique perdue face à la Norvège, Sébastien Gardillou, son adjoint depuis 2016, est choisi pour lui succéder en tant qu'entraîneur principal de l'équipe de France féminine.

### Vie privée
Il est l'époux de Corinne Krumbholz, ancienne internationale et capitaine de l'équipe de France féminine de handball, dont il fut notamment l'entraîneur à l'ASPTT Metz.

## Palmarès

### En tant qu'entraîneur de clubs
- Championnat de France
  - Vainqueur (5) : 1989, 1990, 1993, 1994, 1995
  - Vice-champion en 1991, 1992
- Coupe de France
  - Vainqueur (2) : 1990 et 1994
  - Finaliste en 1987, 1992, 1993

### En tant qu'entraîneur de l'équipe de France
- Jeux olympiques
  -  Champion olympique en 2021
  -   Vice-champion olympique en 2016 et en 2024
- Championnats du monde
  -    Champion du monde en 2003, 2017 et 2023
  -     Vice-champion du monde en 1999, 2009, 2011 et 2021.
- Championnats d'Europe
  -  Champion d'Europe en 2018
  -  Vice-champion d'Europe en 2020
  -    Médaillé de bronze en 2002, 2006 et 2016.

## Distinctions individuelles
- Chevalier de l'ordre national du Mérite (décret du 31 décembre 2020)[11]
- élu meilleur entraîneur mondial de l'année d'une équipe féminine de handball en 2010 et 2018